# LEN Europa Cup 2018 (maschile)
La LEN Europa Cup 2018 è stata la 1ª edizione della manifestazione organizzata annualmente dalla LEN. Il torneo ha avuto inizio il 15 febbraio con lo svolgimento di una fase preliminare che ha viste impegnate quattordici squadre suddivise in tre gironi. Le migliori otto squadre si sono quindi garantite l'accesso alla Super Final, iniziata il 5 aprile e disputata a Fiume, in Croazia, con un'ulteriore fase a due gruppi a cui hanno fatto seguito le finali che l'8 aprile hanno concluso la competizione.

## Preliminari
I preliminari si sono svolti dal 15 al 18 febbraio 2018. Le otto migliori classificate si sono qualificate alla Super Final.

### Gruppo A
Le partite del gruppo si sono disputate a Kecskemét, in Ungheria.
| Pos. | Squadra  | Pt | G | V | N | P | PF | PS | DP  |
| ---- | -------- | -- | - | - | - | - | -- | -- | --- |
| 1    | Ungheria | 12 | 4 | 4 | 0 | 0 | 43 | 24 | +19 |
| 2    | Francia  | 6  | 4 | 2 | 0 | 2 | 28 | 26 | +2  |
| 3    | Spagna   | 6  | 4 | 2 | 0 | 2 | 34 | 26 | +8  |
| 4    | Romania  | 4  | 4 | 1 | 1 | 2 | 23 | 29 | -6  |
| 5    | Georgia  | 1  | 4 | 0 | 1 | 3 | 19 | 42 | -23 |

| Partita  | Partita | Partita |
| -------- | ------- | ------- |
| Romania  | 7 - 4   | Francia |
| Ungheria | 16 - 5  | Georgia |
| Georgia  | 5 - 11  | Spagna  |
| Ungheria | 10 - 7  | Romania |
| Romania  | 5 - 5   | Georgia |
| Francia  | 9 - 6   | Spagna  |
| Georgia  | 4 - 10  | Francia |
| Ungheria | 8 - 7   | Spagna  |
| Spagna   | 10 - 4  | Romania |
| Ungheria | 9 - 5   | Francia |

### Gruppo B
Le partite del gruppo si sono disputate a Spalato, in Croazia.
| Pos. | Squadra     | Pt | G | V | N | P | PF | PS | DP  |
| ---- | ----------- | -- | - | - | - | - | -- | -- | --- |
| 1    | Serbia      | 9  | 4 | 3 | 0 | 1 | 51 | 29 | +22 |
| 2    | Grecia      | 9  | 4 | 3 | 0 | 1 | 45 | 25 | +20 |
| 3    | Croazia     | 9  | 4 | 3 | 0 | 1 | 45 | 22 | +23 |
| 4    | Paesi Bassi | 3  | 4 | 1 | 0 | 3 | 30 | 48 | -18 |
| 5    | Malta       | 0  | 4 | 0 | 0 | 4 | 18 | 65 | -47 |

| Partita     | Partita | Partita     |
| ----------- | ------- | ----------- |
| Malta       | 3 - 17  | Serbia      |
| Grecia      | 6 - 4   | Croazia     |
| Paesi Bassi | 12 - 8  | Malta       |
| Serbia      | 12 - 10 | Grecia      |
| Croazia     | 16 - 4  | Paesi Bassi |
| Serbia      | 15 - 7  | Paesi Bassi |
| Grecia      | 20 - 2  | Malta       |
| Croazia     | 9 - 7   | Serbia      |
| Paesi Bassi | 7 - 9   | Grecia      |
| Malta       | 5 - 16  | Croazia     |

### Gruppo C
Le partite del gruppo si sono disputate a Palermo, in Italia.
| Pos. | Squadra    | Pt | G | V | N | P | PF | PS | DP  |
| ---- | ---------- | -- | - | - | - | - | -- | -- | --- |
| 1    | Italia     | 9  | 3 | 3 | 0 | 0 | 40 | 19 | +21 |
| 2    | Montenegro | 6  | 3 | 2 | 0 | 1 | 28 | 21 | +7  |
| 3    | Russia     | 1  | 3 | 0 | 1 | 2 | 29 | 35 | -6  |
| 4    | Germania   | 1  | 3 | 0 | 1 | 2 | 19 | 41 | -22 |

| Partita    | Partita | Partita    |
| ---------- | ------- | ---------- |
| Montenegro | 9 - 8   | Russia     |
| Italia     | 16 - 4  | Germania   |
| Russia     | 11 - 11 | Germania   |
| Montenegro | 5 - 9   | Italia     |
| Germania   | 4 - 14  | Montenegro |
| Italia     | 15 - 10 | Russia     |

## Super Final
La Super Final si è svolta dal 5 all'8 aprile 2018 a Fiume, in Croazia. Le otto squadre qualificate sono state suddivise in due gruppi: le prime classificate di ciascun gruppo hanno disputato la finale per la medaglia d'oro, le seconde classificate la finale per il terzo posto e in modo analogo le restanti squadre rimaste si sono affrontate per determinare il loro piazzamento finale.

### Gruppo A
| Pos. | Squadra  | Pt | G | V | N | P | PF | PS | DP |
| ---- | -------- | -- | - | - | - | - | -- | -- | -- |
| 1    | Spagna   | 6  | 3 | 2 | 0 | 1 | 25 | 23 | +2 |
| 2    | Italia   | 6  | 3 | 2 | 0 | 1 | 24 | 23 | +1 |
| 3    | Ungheria | 4  | 3 | 1 | 1 | 1 | 27 | 26 | +1 |
| 4    | Grecia   | 1  | 3 | 0 | 1 | 2 | 22 | 26 | -4 |

| Partita  | Partita | Partita |
| -------- | ------- | ------- |
| Ungheria | 9 - 9   | Grecia  |
| Italia   | 4 - 11  | Spagna  |
| Ungheria | 5 - 10  | Italia  |
| Spagna   | 7 - 6   | Grecia  |
| Italia   | 10 - 7  | Grecia  |
| Ungheria | 13 - 7  | Spagna  |

### Gruppo B
| Pos. | Squadra    | Pt | G | V | N | P | PF | PS | DP  |
| ---- | ---------- | -- | - | - | - | - | -- | -- | --- |
| 1    | Croazia    | 9  | 3 | 3 | 0 | 0 | 38 | 17 | +21 |
| 2    | Serbia     | 6  | 3 | 2 | 0 | 1 | 29 | 15 | +14 |
| 3    | Montenegro | 3  | 3 | 1 | 0 | 2 | 20 | 25 | -5  |
| 4    | Francia    | 0  | 3 | 0 | 0 | 3 | 13 | 43 | -30 |

| Partita | Partita | Partita    |
| ------- | ------- | ---------- |
| Francia | 5 - 20  | Croazia    |
| Serbia  | 9 - 5   | Montenegro |
| Croazia | 10 - 5  | Montenegro |
| Serbia  | 13 - 2  | Francia    |
| Francia | 6 - 10  | Montenegro |
| Serbia  | 7 - 8   | Croazia    |

### Finale 7º posto
| Fiume 8 aprile 2018, ore 16:00 (UTC+1) | Grecia | 12 – 4 (4–2, 2–1, 3–1, 3–0) referto | Francia |  |

### Finale 5º posto
| Fiume 8 aprile 2018, ore 17:30 (UTC+1) | Ungheria | 7 – 15 (2–4, 1–2, 2–6, 2–3) referto | Montenegro |  |

### Finale 3º posto
| Fiume 8 aprile 2018, ore 19:00 (UTC+1) | Italia | 10 – 9 (1–3, 3–3, 4–2, 2–1) referto | Serbia |  |

### Finale 1º posto
| Fiume 8 aprile 2018, ore 20:30 (UTC+1) | Spagna | 9 – 12 (1–2, 4–4, 1–3, 3–3) referto | Croazia |  |

## Classifica finale
| Pos. | Squadra    |
| ---- | ---------- |
|      | Croazia    |
|      | Spagna     |
|      | Italia     |
| 4    | Serbia     |
| 5    | Montenegro |
| 6    | Ungheria   |
| 7    | Grecia     |
| 8    | Francia    |